# Berenguier de Palou
Za barcelonska škofa glej Berenguer de Palou I in Berenguer de Palou II.
Berenguier de Palazol, Palol ali Palou, katalonski srednjeveški skladatelj - trubadur , * 12. stoletje, † 1209, Paillol. 
Od njegovega opusa je ohranjenih 12 cansov od tega osem z melodijo.

## Življenje in delo
Podatki o Berenguierovem življenju so skopo ohranjeni. Bil naj bi ubog vitez, vendar dobro izobražen in vešč orožja.  Drugi viri navajajo, da je izhajal iz premožne družine. Njegovo ime se pojavlja v petih dokumentih Roussillona med letoma 1196 in 1209, v vseh primerih v latinščini kot Berengarius de Palatiolo (ali Palaciolo). Najzgodnejše omembe njegove kariere so zaznamovane z dejstvom, da je bil vazal Gausfreda III Roussillonskega, ki je umrl leta 1164 - omenjena so tudi njegova dela. Obstaja možnost, da je bil Berenguier eden prvih trubadurjev, pesmi, ki omenjajo Jaufres (Gausfreda) lahko datirajo že iz leta 1150. Berenguier verjetno ni imel veliko stikov z ostalimi tedanjimi trubadurji. Morda je proti koncu svojega življenja srečal trubadurja po imenu Pons d'Ortaffa, saj pesem slednjega vsebuje besedilo, ki se utegne nanašati na Berenguiera Senher En Berenguier. 
Vsa Berenguierova preživela dela se nanašajo na temo dvorske ljubezni. Eden njegovih cansov je služil kot predloga za sirventes sodobnika Raimbauta de Vaqueirasa,  Berenguierov osrednji predmet ljubezenskih pesmi je bila Ermessen d'Avinyo, žena Arnauta d'Avinyo-ja.
Berenguierove pesmi so večinoma silabične z občasnimi melizmatičnimi zaključki fraz. Melodični material je konservativen, v glavnem se giblje v obsegu ene oktave. Je motivično strukturirana, in ima skupne značilnosti z glasbo Bernarta de Ventadorna.

## Dela
Berenguierovih del ni mogoče z gotovostjo kronološko urediti. Urejena so bila v shemo, ki se nanaša na logičen glasbeno-tematski razvoj.  
- Aital dona cum ieu sai

V tem delu Berenguier poveličuje popolnost svoje dame. Je ponosna in ima mnogo snubcev.
- Dona, si totz temps vivia

Berenguier se zaobljublja, da ne bo iskal nobene druge ljubezni, čeprav se zdi njegova dama nedosegljiva.
- Dona, la genser qu'om veya

Berenguier slene, da bo potrpežljiv.
- Aissi quon hom que senhor ochaizona

Berenguier je deležen milosti oboževane dame, čeprav mu ona ni zvesta z enako predanostjo, kot on.
- S'eu anc per fola entendensa

Berenguier želi, da bi ga njegova milostljiva prihranila muk in trpljenja.
- S'ieu sabi' aver guiardo

Berenguieru ni uspelo, vendar upra, da bo ta pesem znova vzbudila njeno zanimanje.
- Tant m'abelis joys et amors e chans

Končno je Berenguier nagrajen za svojo vztrajnost in je deležen damine pozornosti. Daje mu moč in ga greje, ko ga zebe. Vzpodbuja ga pri petju.
- Mais ai de talan que no suelh

Berenguier je vesel. Želi isi le, da bi lahko videl svojo damo vsak trenutek.
- Bona dona, cuy ricx pretz fai valer

Dama se Berenguieru umakne. Lahko bi jo zapustil, vendar tega ne zdrži, niti si ne more najti boljše ženske.
- De la gensor qu'om vey', al meiu semblan

Dilema: ostati zvest ali oditi.
- Totz temoros e doptans

Berenguier za izgubo krivi sebe in obnovi svoje zaobljube svoji dami.
- Ab la fresca clardat

To pesem spodbuja poletje in Berenguier se trdno odloči, da bo ponovno iskal naklonjenost svoje dame.